# Gewone zakdrager
De gewone zakdrager (Psyche casta) is een vlinder uit de familie Psychidae, de zakdragers. De spanwijdte van de mannetjes bedraagt tussen de 12 en 15 millimeter. De vrouwtjes hebben geen vleugels.

## Levenswijze
Waardplanten komen onder meer uit de grassenfamilie, berk, wilg, populier en bosbes. De rupsen maken net als al de andere zakdragers, van grassprietjes en kleine takjes een omhulsel waar ze door beschermd worden. De vliegtijd loopt van mei tot en met juli.

## Verspreiding
De soort komt in vrijwel geheel Europa voor, met uitzondering van IJsland. Verder komt de gewone zakdrager voor in Turkije, Siberië en Japan. Als gevolg van menselijk handelen komt de gewone zakdrager sinds het begin van de twintigste eeuw ook in Canada en de Verenigde Staten voor.

### Voorkomen in Nederland en België
De gewone zakdrager is een in Nederland en België algemene vlinder die in grote groepen voor kan komen. De rupsen zijn vaak te vinden op boomstammen.